# Boy (The Killers)
Boy is een nummer van de Amerikaanse rockband The Killers uit 2022. Het is de eerste single van hun aankomende achtste studioalbum.
"Boy" is een vrolijk uptempo nummer dat sterk doet denken aan de new wave en synthpop uit de jaren '80. Het was het eerste nummer dat frontman Brandon Flowers schreef nadat The Killers hun Imploding the Mirage-tour af moesten gelasten vanwege de coronapandemie. De plaat gaat over opgroeien in Utah, de staat waar Brandon Flowers vandaan komt. Flowers vond de inspiratie voor het nummer nadat hij terug was verhuisd naar Utah. "Ik ontdekte dat ik niet kon stoppen met terugkeren naar de plek waarvan ik zo wanhopig probeerde te ontsnappen toen ik 16 was. Ik heb een zoon van ongeveer de leeftijd die ik toen had. Met 'Boy' wil ik tegen mezelf, en tegen mijn zoons, zeggen om dingen niet te overdenken. En om te zoeken naar de white arrows in hun levens. Voor mij zijn dat mijn vrouw, kinderen, mijn liedjes en het podium", aldus Flowers.
Het nummer bereikte de nummer 1-positie in de Amerikaanse Alternative Songs van Billboard, maar bereikte de hoofdlijst niet. Ook de Nederlandse Top 40 of Tipparade werden niet gehaald, wel kwam de plaat tot de 6e positie in de Verrukkelijke 15 van NPO Radio 2.